# Derivační článek

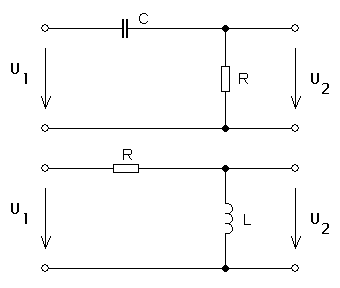
Dvě možná zapojení pasivního derivačního článku

Derivační článek (derivátor) je elektronický obvod, který v obvodu provádí matematickou operaci derivování – napětí na výstupu je derivací napětí na vstupu podle času. Ideální derivační článek tak realizuje funkci:
{\displaystyle u_{2}(t)={\frac {1}{K_{\rm {d}}}}{\frac {d}{dt}}u_{1}(t)},
kde {\displaystyle K_{\rm {d}}} je konstanta derivátoru.

## Funkce
Derivační článek má frekvenční charakteristiku hornopropustného filtru – se zvyšující se frekvencí vstupního napětí výstupní napětí roste. U ideálního derivátoru odpovídá desetinásobnému zvýšení frekvence desetinásobný vzrůst amplitudy, sklon jeho logaritmické amplitudové frekvenční charakteristiky tedy je +20 dB/dek.
Přenos derivačního článku je {\displaystyle F(j\omega )={\frac {U_{2}}{U_{1}}}={\frac {j\omega K_{\rm {d}}}{1+j\omega K_{\rm {d}}}}}.
Derivační konstanta pasivního derivačního článku s rezistorem a kondenzátorem je Kd  = RC, s rezistorem a cívkou Kd  = L/R.

## Logaritmická amplitudová frekvenční charakteristika
Logaritmická amplitudová frekvenční charakteristika (LAFCH) derivačního článku s rezistorem a kondenzátorem je:
{\displaystyle |A(j\omega )|_{dB}=20\log |F(j\omega )|=20\log \omega RC-20\log {\sqrt {1+\omega ^{2}R^{2}C^{2}}}}
První člen LAFCH tvoří přímku stoupající se strmostí 20 dB/dek, která protíná osu X v bodě {\displaystyle \omega _{0}=1/RC} (na obrázku vyznačena černě), u druhého členu lze diskutovat tři případy:
1. Je-li {\displaystyle \omega RC<<1}, pak i druhý člen je roven nule a přenos je až do zlomové úhlové frekvence {\displaystyle \omega _{0}} roven nule.
2. Je-li {\displaystyle \omega RC=1}, je {\displaystyle \omega =\omega _{0}=1/RC=1/K_{i}} kde {\displaystyle \omega _{0}} je úhlová frekvence zlomu.
3. Je-li {\displaystyle \omega RC>>1}, můžeme jedničku v odmocnině zanedbat a dostáváme tak přímku s počátkem ve zlomové úhlové frekvenci {\displaystyle \omega _{0}} která klesá se strmostí -20 dB/dek.

Součtem obou průběhů dostáváme výslednou charakteristiku, ta až do bodu {\displaystyle \omega _{0}} stoupá se strmostí +20 dB/dek k ose X, a od tohoto bodu sleduje osu X (na obrázku vyznačeno modře).
Logaritmická amplitudová frekvenční charakteristika (LAFCH) derivačního článku s rezistorem a cívkou je:
{\displaystyle |F(j\omega )|_{dB}=20\log |F(j\omega )|=20\log \omega {\frac {L}{R}}-20\log {\sqrt {1+\omega ^{2}{\frac {L^{2}}{R^{2}}}}}}
První člen LAFCH tvoří přímku stoupající se strmostí 20 dB/dek, která protíná osu X v bodě {\displaystyle \omega _{0}=R/L} (na obrázku vyznačena černě), u druhého členu lze diskutovat tři případy:
1. Je-li {\displaystyle \omega L/R<<1}, pak i druhý člen je roven nule a přenos je až do zlomové úhlové frekvence {\displaystyle \omega _{0}} roven nule.
2. Je-li {\displaystyle \omega L/R=1}, je {\displaystyle \omega =\omega _{0}=R/L=1/K_{i}} kde {\displaystyle \omega _{0}} je úhlová frekvence zlomu.
3. Je-li {\displaystyle \omega L/R>>1}, můžeme jedničku v odmocnině zanedbat a dostáváme tak přímku s počátkem v úhlové zlomové frekvenci {\displaystyle \omega _{0}} která klesá se strmostí -20 dB/dek.

Součtem obou průběhů dostáváme výslednou charakteristiku, ta až do bodu {\displaystyle \omega _{0}} stoupá se strmostí +20 dB/dek k ose X, a od tohoto budu sleduje osu X (na obrázku vyznačeno modře).

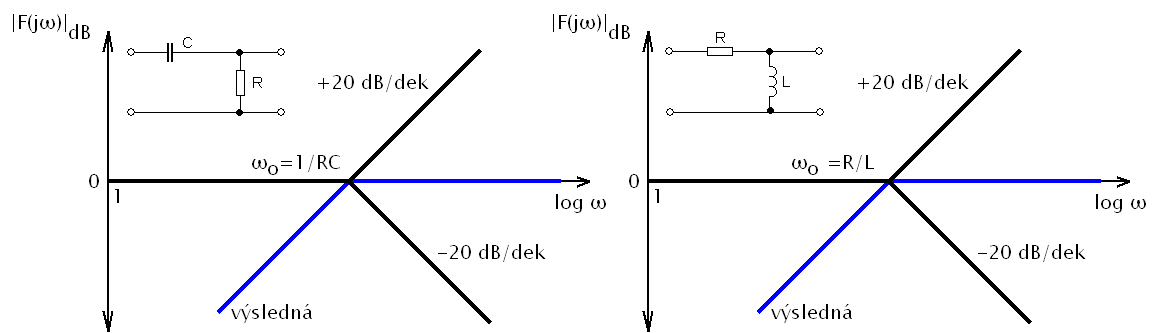
Logaritmická amplitudová frekvenční charakteristika derivačního článku(pasivní horní propusti)

LAFCH je pouze aproximací skutečné charakteristiky, největší chyba nastává v bodě {\displaystyle \omega _{0}} (3 dB).

## Konstrukce
Derivační článek obsahuje nejméně jednu frekvenčně závislou součástku (kondenzátor, cívka). Nejjednodušším zapojením je pasivní zapojení využívající jeden kondenzátor či cívku. Aktivní elektronický derivátor obsahuje operační zesilovač s rezistorem a kondenzátorem. Derivátor lze také koncipovat jako digitální součástku, např. složením převodníku napětí-frekvence s čítačem impulsů.